# Veturius sinuatus
Veturius sinuatus (лат.) — вид сахарных жуков рода Veturius из семейства пассалиды (Passalidae). Неотропика: Аргентина, Бразилия (Амапа, Баия, Эспирито-Санто, Гояс, Мату-Гросу, Мату-Гросу-ду-Сул, Минас-Жерайс, Парана, Пернамбуку, Рио-де-Жанейро, Риу-Гранди-ду-Сул, Санта-Катарина, Сан-Паулу), Парагвай. Длина более 4 см (43,7—47,4 мм). Отличается следующими признаками: маргинопронотальные ямки широкие и глубокие; плечи опушены. Фронтоклипеальный шов отсутствует. Лобные гребни V-образные. Передний край переднеспинки бисинуатный. Клипеус виден дорсально, передние углы клипеуса хорошо развиты и видны.